# Miháld
Miháld község Zala vármegyében, a Nagykanizsai járásban, a Zalai-dombságban, a Zalaapáti-hát területén.

## Fekvése
Miháld község a Dola-patak völgyében helyezkedik el, a Galambok-Nagykanizsa közti 6832-es út mentén, amelybe a központjában torkollik bele a Nemesdédtől idáig vezető 6817-es út.

## Története
A terület régóta lakott hely, illírek, kelták, avarok éltek itt. A község első írásos említése 1121-ből való, az almádi monostor alapító oklevelében 1332 és 1337 között: Mihad. A név a Mihály személynévből keletkezett. A község nevét Szent Mihály arkangyalról, a falu védőszentjéről kapta. Trianon előtt Somogy vármegyéhez tartozott, utána az Inkey báró birtokához. A falunak voltak szlovén lakói a 18. és 19. században, akik a Mura folyó vidékéről telepedtek le, mert evangélikus vallásuk miatt katolikus uraik elüldözték őket. Később több család visszatérhetett a régi hazájába, mások itt maradtak. Ma azonban már nem élnek szlovénok ezen a vidéken.[forrás?]
A települést 1950. március 16-i hatállyal csatolták az 1950-es közigazgatási átrendezés során Zala megyéhez.

## Közélete

### Polgármesterei
- 1990–1994: Takács János (független)[3]
- 1994–1998: Meiszter László (Gazdakör Miháld)[4]
- 1998–2002: Takács János (független)[5]
- 2002–2006: Mándó Tibor (független)[6]
- 2006–2010: Mándó Tibor (független)[7]
- 2010–2011: Mándó Tibor (független)[8]
- 2011–2014: Gerő Sándor (független)[9][10]
- 2014–2019: Gerő Sándor (független)[11]
- 2019–2024: Gerő Sándor (független)[12]
- 2024–2025: Tollárné Tóth Tímea (független)[13]
- 2025– : Bakonyi Kornél (független)[1]

A településen 2011. március 27-én azért kellett időközi polgármester-választást tartani, mert az előző év őszén már harmadjára megválasztott, előző polgármester lemondott posztjáról. Döntését azzal indokolta, hogy nem tudott együttműködni az új képviselő-testület tagjaival, de szerepet játszottak benne a személyét ért támadások is. Az időközi választás két független jelöltjének egyikét szintén érte fizikai inzultus a választási kampány során, aminek ügyében büntetőeljárás is indult.
2025. március 9-én ugyancsak időközi polgármester-választást kellett tartani a faluban, az előző év nyarán megválasztott, és október elsejével hivatalba lépett polgármester mindössze néhány héttel később bejelentett lemondása miatt.

## Népesség
A település népességének változása:
| Lakosok száma | 786  | 779  | 770  | 689  | 706  | 665  | 666  |
|               | 2013 | 2014 | 2015 | 2021 | 2022 | 2023 | 2024 |

A 2011-es népszámlálás idején a nemzetiségi megoszlás a következő volt: magyar 98%, német 1,56%. A lakosok 82,9%-a római katolikusnak, 2,2% reformátusnak, 1,6% evangélikusnak, 3,1% felekezeten kívülinek vallotta magát (9,9% nem nyilatkozott).
2022-ben a lakosság 89,1%-a vallotta magát magyarnak, 7,1% németnek, 1,8% cigánynak, 0,1% ukránnak, 0,1% horvátnak, 1% egyéb, nem hazai nemzetiségűnek (8,8% nem nyilatkozott; a kettős identitások miatt a végösszeg nagyobb lehet 100%-nál). Vallásuk szerint 56,1% volt római katolikus, 2,3% evangélikus, 1,7% református, 0,3% egyéb keresztény, 1,3% egyéb katolikus, 5,8% felekezeten kívüli (32,6% nem válaszolt).

## Nevezetességei
A község idegenforgalmi nevezetessége az Inkey Gáspár által 1760-ban építtetett barokk jellegű templom, melyet 1835-ben emeletes kereszthajóval bővítettek. Az építtető címere a templom bejárati ajtaja fölött ma is látható. A műemlék jellegű épület területe 700 m². Homlokzati toronnyal, két oldalán fülkében Szent Flórián és Szent Vendel későbbi szobra. Szentélye félköríves, főoltára későbbi, felette nagy barokk feszület. Freskói 20. századiak.
A község lakosságának adományaiból a templom előtti téren épült meg az I. és II. világháborús emlékmű, amelyen a település hősi halottainak neve olvasható.
A községet szelídgesztenyefákkal ékesített szőlőhegy veszi körül. A gyönyörű környezetben elhelyezkedő szabadidőközpont és horgásztó kellemes kikapcsolódást és pihenési lehetőséget nyújt. 2020 augusztusában a nagy esőzések miatt a tó gátja átszakadt; a víz elfolyt.
Nevezetessége a községnek még a Virtus Fesztivál, amely évente kerül megrendezésre. A júliusi látványos programot a Miháld Kultúrájáért Egyesület szervezi, közreműködik a Baranta Tradicionális Magyar Harcművészek Szövetsége. A fesztivál mellett érdemes ellátogatni pünkösdkor a Falunapra és a szeptemberi búcsúba.
A község központjában található a művelődési ház több mint tízezer kötetes könyvtárral. Az épület mögött található a sportpálya, két kézilabda- és egy röplabdapálya.